# Mark Hebden
Mark Hebden (Leicester, 15 de febrer de 1958) és un jugador d'escacs anglès que té el títol de Gran Mestre des de 1992.
A la llista d'Elo de la FIDE del desembre de 2021, hi tenia un Elo de 2455 punts, cosa que en feia el jugador número 17 (en actiu) d'Anglaterra. El seu màxim Elo va ser de 2567 punts, a la llista d'octubre de 2001 (posició 192 al rànquing mundial).
|  |

## Resultats destacats en competició
Hebden ha estat diversos cops Campió de ràpides de la Gran Bretanya els anys 1990, 1994, 2001, 2005 i 2009.
Ha empatat quatre cops al primer lloc al fort Obert d'escacs de Cappelle-la-Grande: 1989, 1990, 1995 i 1997.
El 2001 va empatar als llocs 1r-4t amb Tamaz Guelaixvili, Yannick Pelletier i Vladímir Tukmàkov al 9è Obert de Neuchâtel i el 2009/10 empatà als llocs 1r-4t amb Andrei Istrăţescu, Romain Edouard i David Howell al Hastings International Chess Congress. A les darreries de 2013 empatà al primer lloc amb sis jugadors més al torneig de nadal de Hastings

## Força de joc i contribució a la teoria dels escacs
En el seu llibre How to build your chess opening repertoire («Com construir el vostre repertori d'obertures d'escacs»), Steve Giddins hi dedica tres pàgines a analitzar el repertori d'obertures de Hebden. De fet, el seu Elo (al voltant de 2500 punts), l'obligava a jugar torneigs oberts, i especialment els torneigs britànics de cap de setmana per sistema suís, i per això va haver de construir el seu repertori d'obertures al voltant d'una sola idea: guanyar costi el que costi els jugadors nominalment inferiors a ell. Per això, va començar a jugar l'atac Grand Prix contra la defensa siciliana i el gambit de rei contra 1 ... e5. Atès que aquestes línies de joc esdevenen cada cop menys eficaces contra els jugadors més ben preparats, Mark Hebden va haver de fer un canvi radical en el seu repertori d'obertures, passant a 1. d4 a finals de 1980. Per això, ha contribuït significativament a la teoria de l'atac Barry contra la defensa índia de rei i també ha inventat un enfocament molt personal de l'atac Torre: 1. d4 Cf6 2. Cf3 e6 3. Ag5 i ara Hebden juga c5 4. c3 en lloc de 4. e3, que implica haver de jugar 5. Dc1 o 5. Cbd2 després de 4 ... Db6.
En el seu llibre, Steve Giddins hi indica que, en iniciar la formació dels joves jugadors d'escacs, el mateix Mark Hebden recomana que no segueixin el seu exemple (jugar obertures marginals que caldrà canviar en començar a enfrontar-se als jugadors més forts) i que comencin directament per l'estudi de les línies principals de la teoria dels escacs.